# 샘 콜렛
샘 콜렛(영어: Sam Corlett, 1996년 4월 24일 ~ )은 오스트레일리아의 배우이다.

## 출연

### 영화
- 드라이 - 어린 루크 역

### 텔레비전
- 사브리나의 오싹한 모험
- 바이킹스: 발할라